# Glycymeris americana
Glycymeris americana is een tweekleppigensoort uit de familie van de Glycymerididae. De wetenschappelijke naam van de soort is voor het eerst geldig gepubliceerd in 1826 door DeFrance.